# Atrococcus labiatarum
Atrococcus labiatarum  (лат.) — вид полужесткокрылых насекомых-кокцид рода Atrococcus из семейства мучнистые червецы (Pseudococcidae).

## Распространение
Европа: Франция.

## Описание
Питаются соками растений, например, таких как Lamiaceae: Thymus serphyllum, живут на их подземных частях. 
Вид был впервые описан в 1941 году энтомологом Л. Гю (Goux, L.) вместе с видами A. melanovirens, и A. suaedae. Atrococcus labiatarum включён в состав рода Atrococcus вместе с видами A. luffi, A. bartangica, A. groenlandensis, A. melanovirens, A. colchicus, A. gouxi, A. altaicus, A. pauperculus, A. salviae, A. saxatilis, A. suaedae, A. zirnitsi и другими таксонами.